# Казанский, Дионисий Александрович
Дионисий Александрович Казанский (укр. Діонісій Олександрович Казанський; 6 (18) января 1883, Грязновка, Тамбовская губерния — 8 ноября 1938) — советский украинский учёный, химик, профессор. Декан химического факультета и заведующий кафедрой количественного анализа Харьковского государственного университета. Заведующий кафедрой органической химии в Харьковском институте социального воспитания.

## Биография
Дионисий Казанский родился 6 (18) января 1883 года в селе Грязновка Тамбовской губернии в семье священника. Учился в духовной семинарии, но потом её покинул. В 1904 году экстерном сдал экзамены на аттестат зрелости, а в следующем году поступил на химическое отделение физико-математического факультета Императорского Харьковского университета. В 1910 году окончил университет с дипломом первой степени и стал работать ассистентом на кафедре неорганической химии. Начал свою научную деятельность под руководством профессора Владимира Тимофеева. В 1913 году был отправлен в командировку в Лейпциг, где работал в лаборатории профессоров Вильгельма Бёттгера и Карла Друкера. С 1916 года работал лаборантом, а затем ассистентом при неорганическом отделении химической лаборатории университета. С того же года работал в частной женской гимназии Покровской и Ильяшевой, где преподавал физику.
В 1920 году устроился работать на кафедру неорганической и аналитической химии Харьковского технологического института (ХТИ). Всю последующую жизнь работал по совместительству на этой кафедре, последовательно занимая должности ассистента, преподавателя и профессора. С 1921 года также занимал должность профессора в Харьковском институте народного образования (ХИНО). В институтах читал лекции по количественному анализу и неорганической химии. Участвовал в работе Третьего (1922) и Четвёртого (1925) Менделеевских съездов. В 1926 году стал заведующим кафедрой органической химии в Харьковском институте социального воспитания. В 1929 году работал научным сотрудником химической лаборатории ХТИ, после преобразования института в Харьковский политехнический институт работал на должности доцента. В следующем году Казанский стал работать в Харьковском химико-технологическом институте, который был образован после реорганизации политехнического института.
В 1933 году Дионисия Казанского пригласили возглавить кафедру количественного анализа в возрождённом Харьковском государственном университете, где он первым стал читать лекции по количественному анализу. Через два года Казанский возглавил химический факультет, сменив Юрия Габеля. Оставался на должности декана до своей внезапной смерти 8 ноября 1938 года.

## Личность
Помимо научной деятельности занимался общественной работой, избирался членом президиума Харьковского химического общества и в 1929 году был библиотекарем Общества физико-химических наук при ХИНО. На последнем году жизни возглавил и активно руководил секцией преподавания химии Харьковского отделения Всесоюзного химического общества имени Дмитрия Менделеева.
Химик Борис Красовицкий характеризовал Дионисия Казанского как доброжелательного и тихого человека, однако отмечал, что курс количественного анализа Казанский читал «неважно». Преподавание происходило на украинском языке, который лектор знал плохо и в его лексике было много искажённых украинских слов. Из-за чего студентов более интересовали языковые огрехи Казанского, чем предмет курса.

## Научное наследие
Дионисий Казанский был автором научных работ по физической и аналитической химии. В частности на заседаниях Харьковского физико-химического общества он прочитал такие работы:
- О растворимости резорцина в смесях некоторых органических растворителей (1911)
- Депрессия анилина в растворах хлористоводного анилина (1914)